# Mario Gaoa
Mario Gaoa (nacido en 1971) es un actor, escritor y director neozelandés, más conocido como miembro del grupo de comedia Naked Samoans. Es de ascendencia samoana. Como parte del grupo ha aparecido en la película Sione's Wedding y su secuela; proporcionó las voces de Sione Tapili y Dios en la serie animada Bro'Town, que también coescribió; y actuó en varias representaciones teatrales de comedia de Naked Samoans. También ha aparecido en la película Nightmare Man y brevemente en la serie de televisión Hercules: The Legendary Journeys.

## Vida
Gaoa, hijo menor de Sam y Tulua Gaoa, creció en el suburbio de Mount Roskill en Auckland, Nueva Zelanda. Asistió a la Escuela Intermedia Balmoral, donde conoció a Shimpal Lelisi, quien más tarde se convertiría en otro miembro de Naked Samoans. Los dos asistieron a la escuela secundaria Mt Albert antes de unirse al grupo Pacific Theatre. Esto los llevó a conocer a David Fane y Oscar Kightley, los otros miembros fundadores de Naked Samoans.
Gaoa continúa escribiendo para teatro y televisión, presentando una pieza dramática Two Days in Dream en Auckland. Las reseñas de la crítica a su primer trabajo le animaron a centrarse más en la escritura. Actualmente dirige por cuenta propia tanto para Tagata Pasifika como para Mai Time. También presenta un programa a la hora del almuerzo llamado Beat Box en la estación de radio Niu Fm del Pacífico de Nueva Zelanda.
Dirigió uno de los segmentos de la película antológica We Are Still Here, que se estrenó como película inaugural del Festival de Cine de Sydney 2022.